# Jeff Yagher
Jeffrey Yagher (* 18. Januar 1961 in Lawrence, Kansas) ist ein US-amerikanischer Schauspieler.
Sein TV-Debüt gab er in der dritten Staffel der 1980er-Jahre-Science-Fiction-Serie V – Die außerirdischen Besucher kommen (die außerirdischen Besucher kehren zurück V) als Kyle Bates. Im Pilotfilm der Serie 21 Jump Street spielte er Tommy Hanson. Sämtliche Szenen, in denen Jeffrey Yagher zu sehen gewesen wäre, wurden jedoch vor der Ausstrahlung von Johnny Depp nachgedreht. In der Serie Six Feet Under hatte er 2004 diverse Auftritte als Hoyt Woodworth; außerdem war er in Ein Präsident für alle Fälle, Shag – More Dancing und Flight Girls zu sehen.
Er ist mit der Schauspielerin Megan Gallagher verheiratet, mit der er zwei Kinder hat. Sein Bruder Kevin Yagher arbeitet in der Spezialeffekt-Branche. Außerdem ist er als Bildhauer bekannt, der für mehrere Unternehmen Skulpturen geschaffen hat.